# Tomoaki Sano
Tomoaki Sano (jap. 佐野 友昭, Sano Tomoaki; * 14. April 1968 in der Präfektur Shizuoka) ist ein ehemaliger japanischer Fußballspieler.

## Karriere
Sano erlernte das Fußballspielen in der Schulmannschaft der Tokai University Daiichi High School. Seinen ersten Vertrag unterschrieb er 1987 bei Toyota Motors. Der Verein spielte in der höchsten Liga des Landes, der Japan Soccer League. Am Ende der Saison 1987/88 stieg der Verein in die Division 2 ab. 1989/90 wurde er mit dem Verein Vizemeister der Division 2 und stieg in die Division 1 auf. Für den Verein absolvierte er 24 Spiele. Mit Gründung der Profiliga J.League 1992 und der damit verbundenen Neuorganisation des japanischen Fußballs wurde Toyota Motors zu Nagoya Grampus Eight. 1992 wechselte er zum Zweitligisten NKK SC, 1993 dann zum Ligakonkurrenten Chuo Bohan (heute: Avispa Fukuoka). 1995 wurde er mit dem Verein Meister der Japan Football League und stieg in die J1 League auf. Für den Verein absolvierte er 109 Spiele. 1999 wechselte er zum Drittligisten Sagawa Express Tokyo. 2000 wechselte er zum Zweitligisten Mito Hollyhock. Ende 2000 beendete er seine Karriere als Fußballspieler.